# 에밀레종 (1961년 영화)
"에밀레종"은 1961년 공개된 대한민국의 영화이다.

## 배역
- 최무룡
- 김지미
- 조미령
- 김진규
- 김승호
- 최남현
- 전계현
- 최승이
- 전택이
- 김칠성
- 장동휘
- 주선태
- 윤일봉
- 변기종
- 맹만식
- 하지만
- 최성
- 이해룡
- 독고성
- 조석근